# Solterre
Solterre és un municipi francès, situat al departament del Loiret i a la regió de Centre. L'any 2007 tenia 492 habitants.

## Demografia

### Població
El 2007 la població de fet de Solterre era de 492 persones. Hi havia 190 famílies, de les quals 56 eren unipersonals (40 homes vivint sols i 16 dones vivint soles), 55 parelles sense fills, 67 parelles amb fills i 12 famílies monoparentals amb fills.
La població ha evolucionat segons el següent gràfic:
Habitants censats

### Habitatges
El 2007 hi havia 231 habitatges, 203 eren l'habitatge principal de la família, 11 eren segones residències i 17 estaven desocupats. 219 eren cases i 12 eren apartaments. Dels 203 habitatges principals, 160 estaven ocupats pels seus propietaris, 41 estaven llogats i ocupats pels llogaters i 2 estaven cedits a títol gratuït; 3 tenien una cambra, 14 en tenien dues, 35 en tenien tres, 66 en tenien quatre i 85 en tenien cinc o més. 170 habitatges disposaven pel capbaix d'una plaça de pàrquing. A 87 habitatges hi havia un automòbil i a 106 n'hi havia dos o més.

### Piràmide de població
La piràmide de població per edats i sexe el 2009 era:
| Homes | Edats   | Dones |
| ----- | ------- | ----- |
| 4     | 95 o +  | 4     |
| 0     | 90 a 94 | 0     |
| 0     | 85 a 89 | 4     |
| 0     | 80 a 84 | 8     |
| 12    | 75 a 79 | 8     |
| 12    | 70 a 74 | 20    |
| 4     | 65 a 69 | 16    |
| 12    | 60 a 64 | 12    |
| 16    | 55 a 59 | 12    |
| 16    | 50 a 54 | 20    |
| 16    | 45 a 49 | 16    |
| 12    | 40 a 44 | 12    |
| 20    | 35 a 39 | 8     |
| 24    | 30 a 34 | 24    |
| 16    | 25 a 29 | 16    |
| 12    | 20 a 24 | 4     |
| 16    | 15 a 19 | 8     |
| 0     | 10 a 14 | 4     |
| 12    | 5 a 9   | 24    |
| 24    | 0 a 4   | 8     |

## Economia
El 2007 la població en edat de treballar era de 325 persones, 248 eren actives i 77 eren inactives. De les 248 persones actives 226 estaven ocupades (126 homes i 100 dones) i 22 estaven aturades (7 homes i 15 dones). De les 77 persones inactives 30 estaven jubilades, 20 estaven estudiant i 27 estaven classificades com a «altres inactius».

### Ingressos
El 2009 a Solterre hi havia 206 unitats fiscals que integraven 503 persones, la mediana anual d'ingressos fiscals per persona era de 19.666 €.

### Activitats econòmiques
Dels 35 establiments que hi havia el 2007, 1 era d'una empresa extractiva, 1 d'una empresa de fabricació d'altres productes industrials, 6 d'empreses de construcció, 16 d'empreses de comerç i reparació d'automòbils, 2 d'empreses de transport, 4 d'empreses d'hostatgeria i restauració, 2 d'empreses immobiliàries, 2 d'empreses de serveis i 1 d'una empresa classificada com a «altres activitats de serveis».
Dels 8 establiments de servei als particulars que hi havia el 2009, 1 era un taller de reparació d'automòbils i de material agrícola, 3 guixaires pintors, 1 fusteria, 1 perruqueria i 2 restaurants.
Dels 3 establiments comercials que hi havia el 2009, 1 era una botiga de menys de 120 m², 1 una botiga de mobles i 1 una joieria.
L'any 2000 a Solterre hi havia 7 explotacions agrícoles.

## Poblacions més properes
El següent diagrama mostra les poblacions més properes.